# Station Kvissel
Station Kvissel is een station in Kvissel in de Deense gemeente Frederikshavn. Kvissel ligt aan de lijn Aalborg - Frederikshavn. De treindienst wordt uitgevoerd door DSB.
Tolne kreeg in 1877 een stationsgebouw ontworpen door N.P.C. Holsøe. Het gebouw werd in 1982 afgestoten, maar is nog wel aanwezig.